# Ignacio Tapia
Ignacio Alejandro Tapia Bustamante (* 22. Februar 1999 in Concepción) ist ein chilenischer Fußballspieler auf der Position des Innenverteidigers.

## Karriere

### Verein
Der in Concepción geborene Ignacio Tapia spielte in der Jugend von CD Huachipato und debütierte dort 2016. 2018 war der Verteidiger aufgrund einer positiven Dopingprobe für drei Monate gesperrt. Er begründete den positiven Befund mit einer Umstellung seiner Asthmamedikamente. Im Februar 2022 gab Tapia seinen sofortigen Wechsel zum CF Universidad de Chile bekannt, bei dem er einen Vierjahresvertrag unterschrieben hatte.

### Nationalmannschaft
Ignacio Tapia wurde im Juni 2017 in den Kader Chiles für das Freundschaftsspiel gegen Burkina Faso berufen, kam jedoch nicht zum Einsatz. Im Dezember 2021 wurde er für Valber Huerta nachnominiert, kam jedoch erneut nicht zu seinem Länderspieldebüt.
Mit der U-20-Nationalmannschaft gewann der Abwehrspieler die Goldmedaille bei den Südamerikaspielen 2018.

## Erfolge
Chile U-20
- Goldmedaille bei den Südamerikaspielen: 2018